# Kevin Salvatierra
Kevin Francisco Salvatierra Flores (Santa Cruz de la Sierra, 5 de agosto de 2001) es un futbolista boliviano. Juega como centrocampista en Oriente Petrolero de la Primera División de Bolivia.

## Trayectoria

### Oriente Petrolero
A los 15 pasó a formar parte de las inferiores de Oriente Petrolero. Salvatierra debutó con el primer equipo el 9 de diciembre de 2019, en un partido entre Oriente Petrolero y Aurora, válido por la vigésima jornada del Clausura 2019, ingresando a los 71 minutos en reemplazo de Daniel Rojas. Salvatierra logro un puesto de titular la siguiente temporada, donde juega la mayoría de los encuentros. En 2020 anotó su primer gol como profesional ante el conjunto de Bolívar. Sus buenas actuaciones llevaron a que a comienzos de 2021 fuera contratado por Bolívar, que compró el 80% de su pase.

### Bolívar
Hizo su debut el 21 de marzo jugando los últimos minutos del primer partido del torneo en la victoria por 1-0 sobre Real Potosí.
El 21 de noviembre sufrió una lesión de rodilla contra The Strongest a los 30 minutos; las pruebas posteriores confirmaron que había sufrido un desprendimiento parcial del tendón de los isquiotibiales izquierdos. Dos días después fue operado y el club anunció que estaría fuera por aproximadamente cuatro meses.
El proceso de recuperación fue más lento de lo previsto y se acabó perdiendo lo que restaba de temporada y gran parte de la siguiente, dejándolo fuera por diez meses.
Volvió a jugar el 7 de septiembre de 2022, en la victoria por 3-0 sobre Blooming, entrando por Javier Uzeda en el segundo tiempo.

### Royal Pari
En 2023 con el fin de sumar minutos y retomar la regularidad es enviado a préstamo a Royal Pari por una temporada.

## Selección nacional

### Selección absoluta
En 2022 recibió su primera convocatoria con la selección boliviana por César Farías para enfrentar a la selección de Ecuador en las eliminatorias al Mundial de 2026, presenciando el encuentro en la banca de suplentes.

## Clubes
| Club              | País    | Año           |
| ----------------- | ------- | ------------- |
| Oriente Petrolero | Bolivia | 2019-2020     |
| Bolívar           | Bolivia | 2021-2022     |
| Royal Pari        | Bolivia | 2023          |
| Oriente Petrolero | Bolivia | 2024-presente |

## Palmarés

### Torneos nacionales
| Título           | Club    | Año           |
| ---------------- | ------- | ------------- |
| Primera División | Bolívar | Apertura 2022 |